# Щербиновка (Черкасская область)
Щербиновка (укр. Щербинівка) — село в Золотоношском районе Черкасской области Украины.
Почтовый индекс — 19760. Телефонный код — 4737.

## Население
Население по переписи 2001 года составляло 288 человек.

### Языковой состав
Родной язык населения по данным переписи 2001 года:
| Язык       | Численность, чел. | Доля     |
| ---------- | ----------------- | -------- |
| Украинский | 282               | 97,92 %  |
| Русский    | 6                 | 2,08 %   |
| Итого      | 288               | 100,00 % |

## Местный совет
19763, Черкасская обл., Золотоношский р-н, с. Кропивна